# Basílica de San Pablo Extramuros

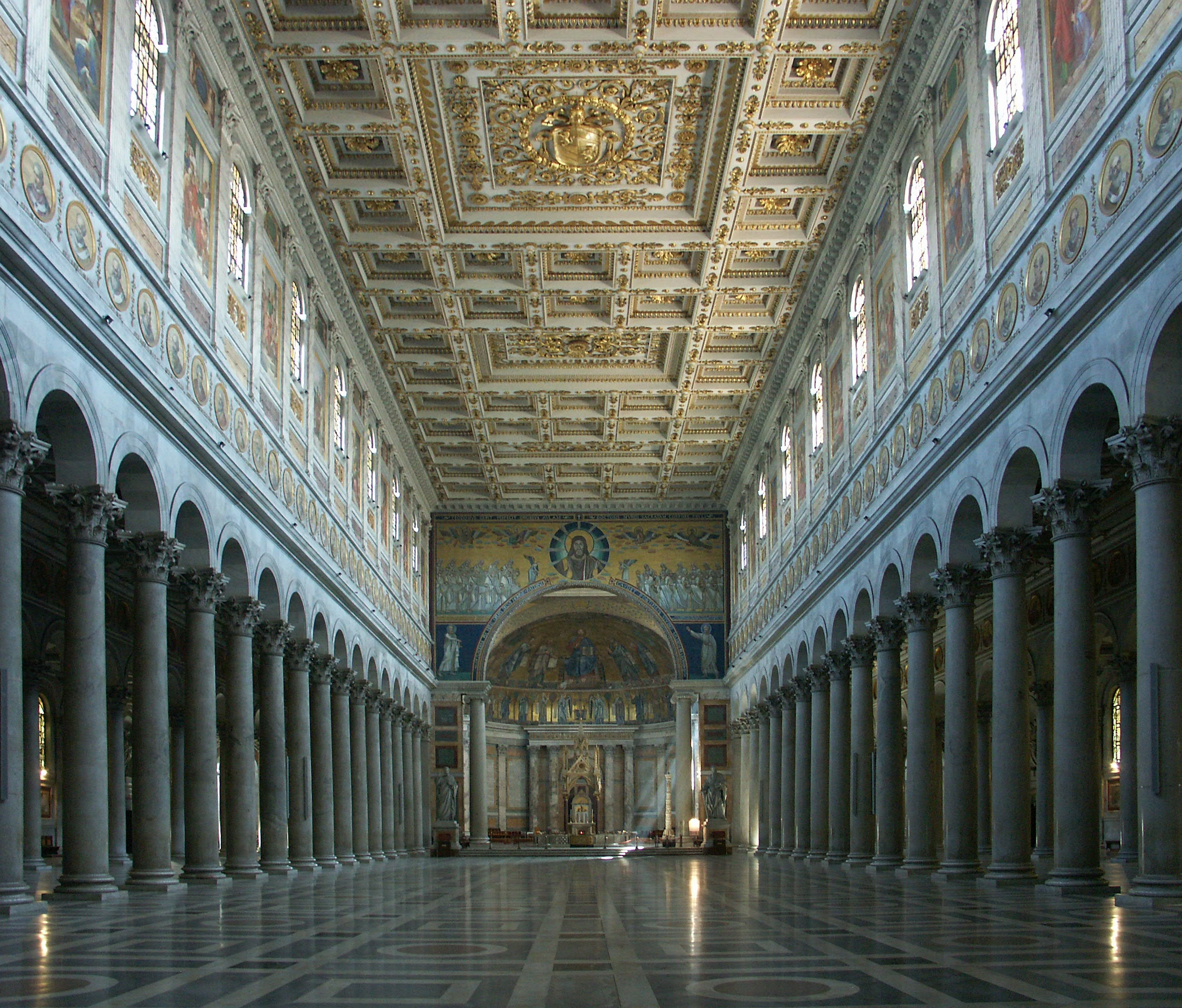
Interior de la basílica

La basílica de San Pablo Extramuros es una de las cuatro basílicas mayores católicas —junto con San Pedro, San Juan de Letrán y Santa María la Mayor—y una de las cinco iglesias consideradas como las más antiguas de Roma (las cuatro anteriores y la basílica de San Lorenzo Extramuros). Es la segunda basílica mayor de Roma, después de San Pedro, de la que dista 11 kilómetros. Según la tradición es el lugar donde el apóstol Pablo fue enterrado. En 2005 el cardenal Andrea Cordero Lanza di Montezemolo fue nombrado arcipreste de la basílica. La basílica representa al arte paleocristiano.
La basílica, y todo el complejo anexo, incluyendo la abadía, son parte de la República Italiana, y propiedad extraterritorial de la Santa Sede. La basílica es una de las iglesias que se deben visitar en el peregrinaje de las siete iglesias de Roma para alcanzar la indulgencia plenaria en Año Santo.
En 1990 fue incluida en la lista del Patrimonio de la Humanidad en Europa por la Unesco, con el número de identificación 91-013.

## Historia

### Antes de la basílica
El lugar en el que se encuentra la Basílica de San Pablo Extramuros, a dos millas de la Vía Ostiensis, estaba ocupado por un vasto cementerio sub divos (sobre la tierra), que fue usado constantemente desde el siglo I a. C. hasta el siglo III d. C., y esporádicamente reutilizado con posterioridad, sobre todo en los mausoleos, hasta finales de la Antigüedad tardía. Era una amplia necrópolis y comprendía diversa tipología de tumbas, desde los columbarios de familia a las pequeñas capillas funerarias a menudo decoradas con frescos y estuco. Casi la totalidad de esta área sepulcral está ahora sepultada (en gran parte bajo el nivel del vecino río Tíber), y se estima que se extiende bajo toda el área de la basílica y de la zona que la rodea. Una mínima, pero significativa parte de ella puede verse a lo largo de la Via Ostiense, justo afuera del transepto norte de la basílica.

### De la sepultura de Pablo a Constantino
En esta necrópolis fue enterrado el cuerpo de San Pablo después de haber sido ejecutado en tiempos de la persecución neroniana que siguió al incendio de Roma del 64. Según algunas teorías[¿cuál?], tanto él como San Pedro habrían sufrido martirio ese mismo año. Eusebio de Cesarea, en cambio, sostiene que los dos murieron en el 67. Según la tradición, una matrona (llamada Lucina, pero el nombre probablemente es fruto de las leyendas posteriores) dispuso una tumba para sepultar los restos del apóstol. Hay que imaginarse una tumba pobre, un sarcófago junto a otras sepulturas de todo tipo y extracción social, más o menos como la de Pedro en la necrópolis vaticana. Antes del Edicto de Milán, ya había un culto secreto alrededor de su tumba. Sobre su tumba se construyó un edículo, cella memoriae, como sobre la tumba de san Pedro. En su Historia Eclesiástica Eusebio de Cesarea menciona una carta de Gayo, presbítero bajo el papa Ceferino (199-217), en la que se citan los dos monumentos puestos sobre la tumba de los apóstoles, uno sobre la colina vaticana y el otro a lo largo de la Vía Ostiense.
Más tarde, sobre ese lugar, objeto de continua peregrinación desde el siglo I, el emperador romano Constantino (306-337) creó una pequeña basílica, a dos kilómetros de la muralla Aureliana que circundaba Roma, saliendo por la puerta de san Pablo, de lo que resulta su nombre: fuori le mura (fuera de los muros, extramuros). Este edificio ha de incluirse en la serie de basílicas construidas por el emperador dentro pero sobre todo fuera de la ciudad, y fue la segunda fundación constantiniana en el tiempo, después de la catedral dedicada al Santo Salvador (la actual Basílica de San Juan de Letrán). Fue consagrado en noviembre de 324 por el papa Silvestre I.
Esta basílica estaba orientada hacia el oeste y tenía la entrada al este, como la basílica de San Pedro de la Ciudad del Vaticano. De ella se conserva solo la curva del ábside, visible en el altar central de la basílica actual. Se debía tratar de un pequeño edificio, probablemente de tres naves, que tenía cerca del ábside la tumba de Pablo, adornada por una cruz dorada.

### La basílica de los tres emperadores
La pequeña construcción constantiniana debió parecer inadecuada a los emperadores que le sucedieron, sobre todo desde la óptica de una revitalización de la figura de Pablo durante el período de la tetrarquía. Resultaba minúscula, sobre todo si se la comparaba con la Basílica de san Pedro. Por ello fue destruida para dar lugar a una gran basílica con cinco naves, más parecida a la basílica vaticana.
Bajo el reinado conjunto de los emperadores Teodosio I (379-395), Graciano (367-383) y Valentiniano II (375-392) fue erigida la basílica cuya estructura permanecerá en pie hasta el desastroso incendio de 1823. Esta basílica tenía al Este la Vía Ostiense (la carretera hacia Ostia) por lo que hubo que extenderla hacia el Oeste, hacia el río Tíber, cambiando diametralmente la orientación. La entrada se colocó hacia el río Tíber, en lugar de hacia la vía Ostiense, y esta es la orientación actual, utilizando la actual basílica parte de las estructuras murales que sobrevivieron al incendio.
En 384, Valentiniano II decidió el inicio de los trabajos, como da prueba una carta dirigida por el emperador al prefecto de la ciudad de Roma, Salustio, que se encargaba del estudio de los trabajos. Este edificio se llama “Teodosiano”, aunque fue terminado bajo Honorio. Fue construido por Cirade, llamado "Profesor Mechanicus" que proyectó un plan de cinco naves y un pórtico con cuatro arcos. El papa Siricio consagró el edificio.
Adiciones posteriores, como el arco triunfal sobre columnas monumentales y el espléndido mosaico que lo decoraba, se atribuyen respectivamente a las restauraciones efectuadas por Gala Placidia (390-450) y otras intervenciones del papa León I el Magno (440-461). Gala Placidia, hija de Teodosio y esposa de Honorio, añadió el mosaico del arco de triunfo, que se rehará entre los siglos VIII y IX. Por su parte, el papa León I ordenó la realización de los tondos con retratos papales que recorrían todas las arcadas de la nave central; algunos de ellos, que sobrevivieron al incendio, se conservan en la Raccolta de Rossi, en el antiguo monasterio, junto a otros restaurados a lo largo de los siglos. Hoy en día pueden verse estos retratos, en un friso que se extiende sobre las columnas que separan las cuatro naves y pasillos. A León el Grande se atribuye también la elevación del transepto, para lo cual fue necesario subir el lugar devocional correspondiente a la tumba del apóstol.
El poeta cristiano Prudencio (348-h. 413) describe los esplendores del monumento en unas pocas pero expresivas líneas. Se dedicó también a los santos Taurino y Herculano, mártires de Ostia en el siglo V, se le llamó la basilica trium Dominorum 'basílica de los tres señores'.
De la antigua basílica solo queda la porción interior del ábside con el arco triunfal y los mosaicos de este último.

### La basílica de Gregorio Magno alsigloXIX

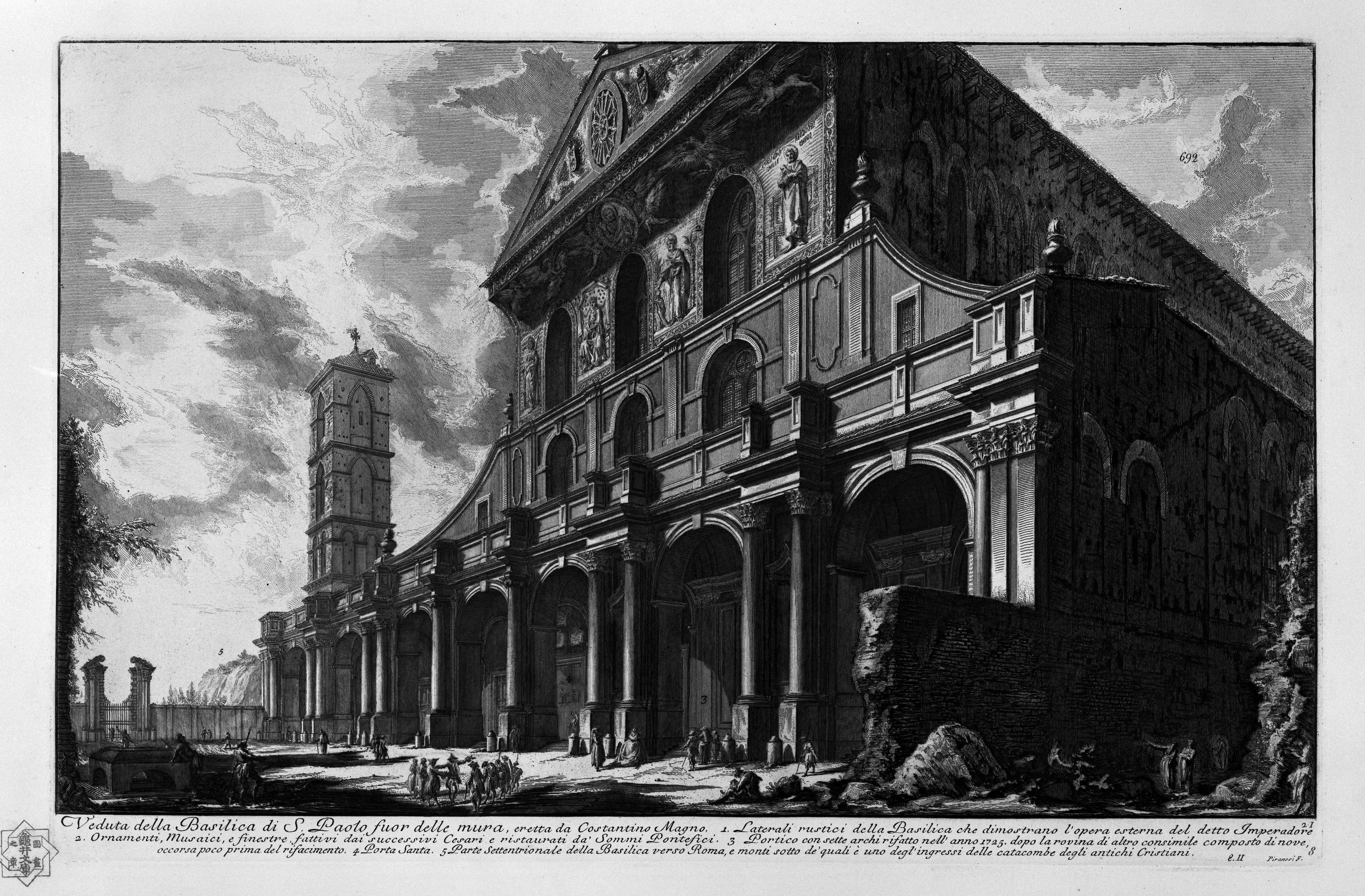
Vista de la fachada de la antigua Basílica, en un grabado de Giambattista Piranesi

Bajo el pontificado de Gregorio Magno (590-604) la basílica fue modificada drásticamente. El nivel del pavimento se subió, sobre todo en el sector presbiterial, para realizar el altar directamente sobre la tumba de Pablo. Una operación similar se hizo en la Basílica de San Pedro. De este modo se pudo realizar también una confesión, esto es, un pequeño acceso puesto bajo el nivel del transepto, desde donde podía accederse a la tumba del apóstol.
En esta época había dos monasterios cerca de la basílica: San Aristo para hombres y San Esteban para mujeres. Los servicios eran atendidos por un cuerpo especial de clérigos que había sido instituido por el papa Simplicio (m. h. 483). Con el tiempo, los monasterios y los clérigos de la basílica decayeron; el papa Gregorio II (m. 731) restauró el primero y confió a los monjes el cuidado de la basílica, siendo el origen de la actual abadía.
La basílica fue saqueada por los lombardos en 739. Las papas continuaron siendo generosos con el monasterio; la basílica resultó nuevamente dañada durante las invasiones sarracenas del siglo IX, siendo saqueada en 847. Por este motivo, el papa Juan VIII (820-882) fortificó la basílica, el monasterio, y los alojamientos de los campesinos, formando la ciudad de Joannispolis, que aún era recordada en el siglo XIII.
En 937, cuando san Odón de Cluny fue a Roma, Alberico II de Spoleto, patricio romano, confió el monasterio y la basílica a su congregación y Odón nombró a Balduino de Monte Cassino.
El papa Gregorio VII (h. 1020-1085) fue abad del monasterio y en su época Pantaleone de Amalfi presentó las puertas de bronce de la basílica mayor, que fueron ejecutadas por artistas de Constantinopla.

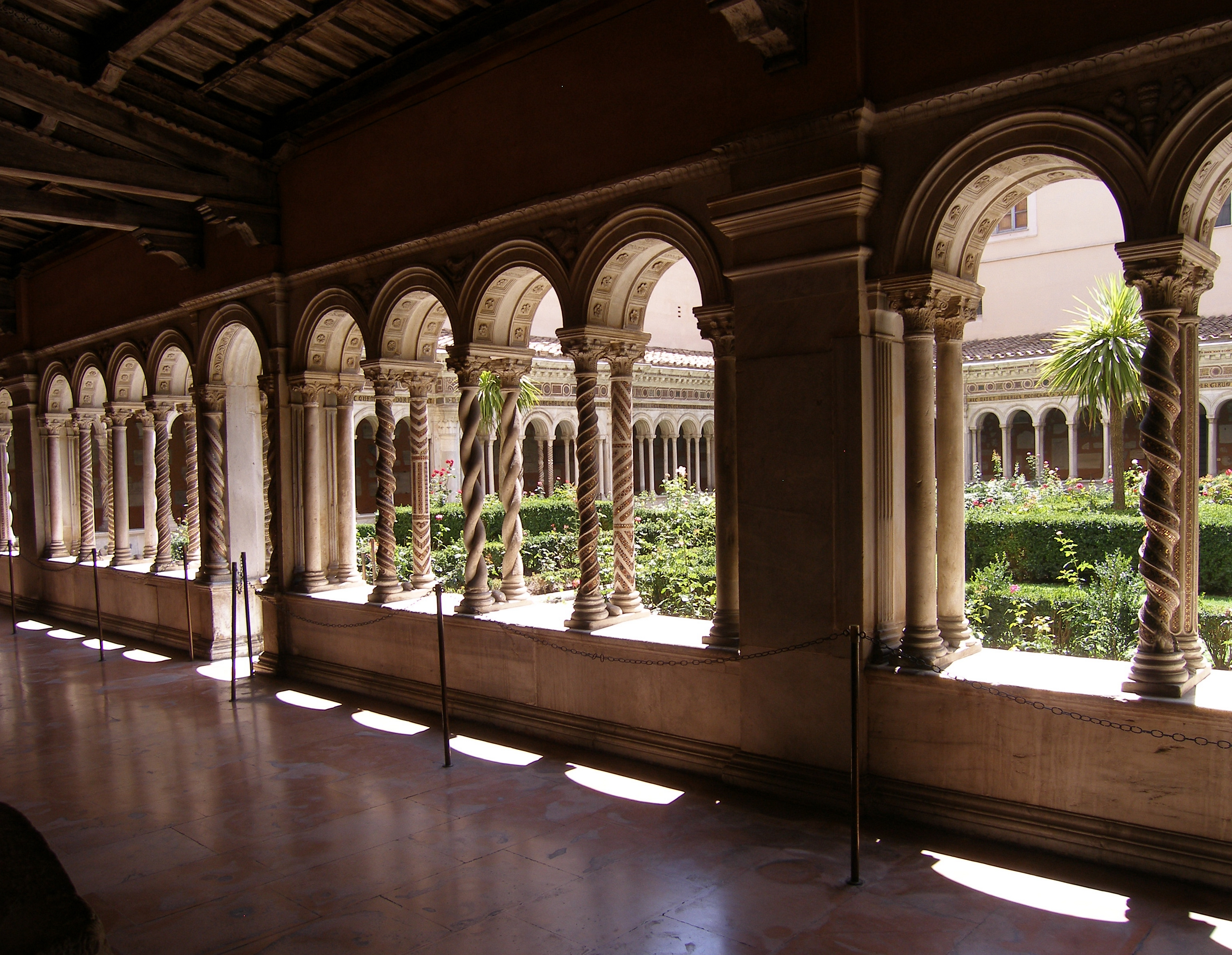
Claustro de la abadía

El gracioso claustro del monasterio se erigió entre 1220 y 1241.
La basílica se enriqueció con un baldaquino realizado en 1285 por Arnolfo di Cambio. A este siglo pertenecen también los mosaicos del ábside. La sacristía contiene una bella estatua del papa Bonifacio IX (1356-1404). El papa Martín V (h. 1368-1431) lo confió a los monjes de la Congregación de Monte Cassino. Entonces se convirtió en una abadía territorial o abadía nullius. La jurisdicción de abad se extendió sobre los distritos de Civitella San Paolo, Leprignano y Nazzano, todos los cuales formaban parroquias; la parroquia de San Pablo en Roma, sin embargo, queda bajo la jurisdicción del cardenal vicario.
La estructura de la basílica no sufrió ulteriores cambios hasta el papado de Sixto V (1585-1590), el cual, aparte de desmantelar algunas estructuras en torno al altar, hizo descubrir la confesión gregoriana creando una confesión descubierta, que permaneció así hasta el incendio. Esta confesión estaba orientada hacia el ábside, al contrario de la actual, orientada hacia las naves.
Desde 1215 hasta 1964 fue la sede del Patriarca Latino de Alejandría.
El actual superior es Edmund Power, de la Orden de San Benito.

## Reconstrucción

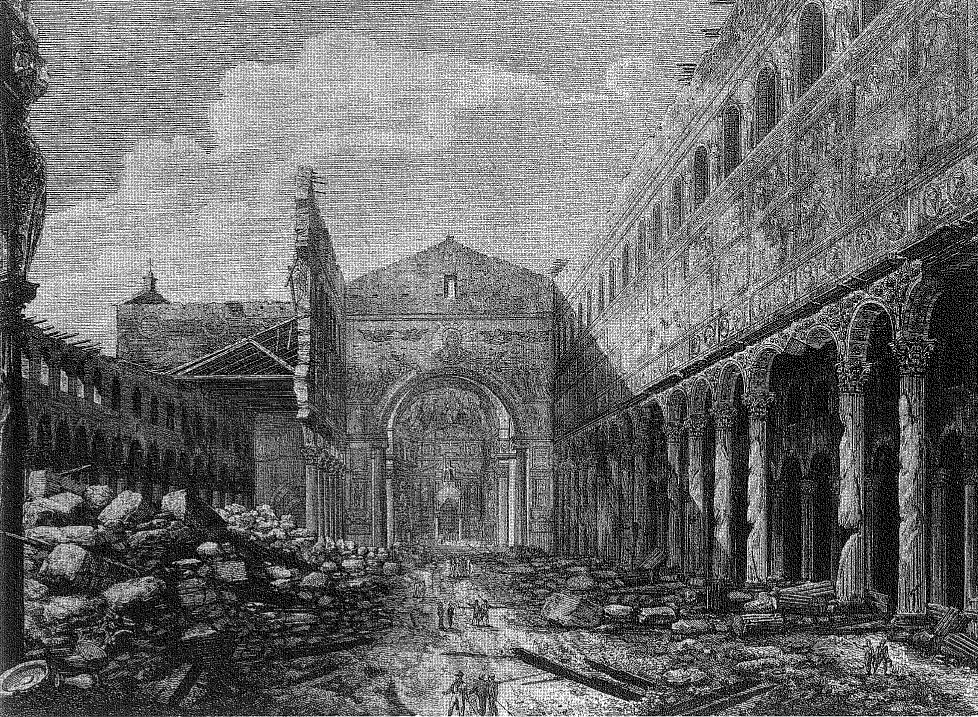
La Basílica de San Pablo tras el incendio en 1823

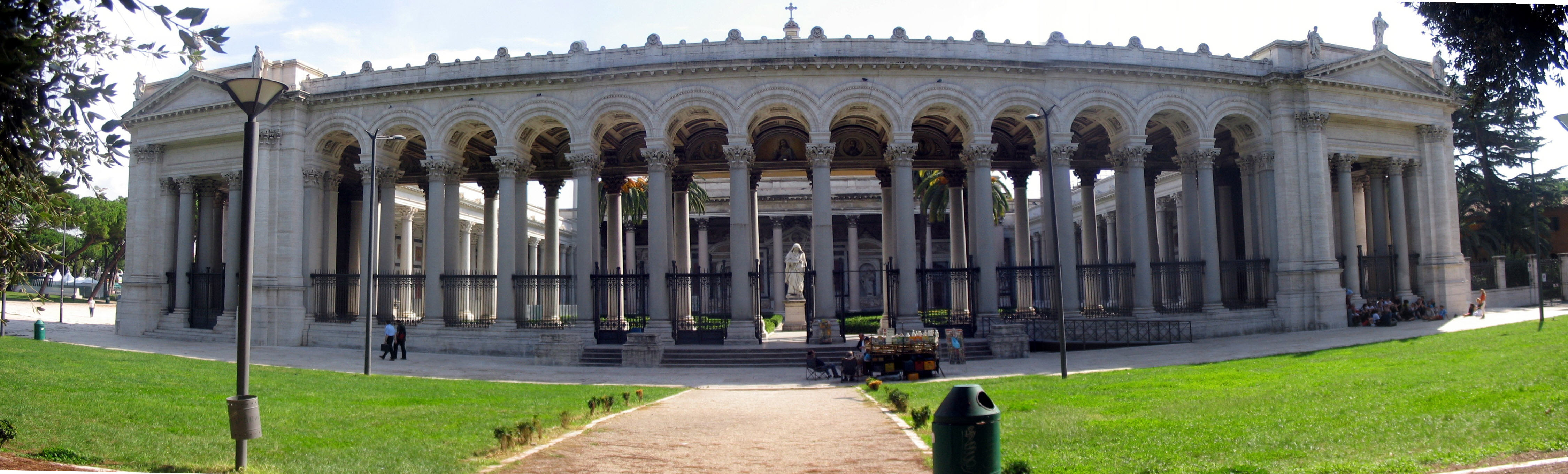
Vista frontal

Durante el pontificado del papa Pío VII, en la noche del 15 al 16 de julio de 1823, un incendio destruyó la mayor parte del edificio, dejando incólume el claustro. El fuego se inició por la negligencia de un trabajador que estaba reparando el plomo del tejado. De este modo quedó prácticamente destruida la basílica, la única entre todas las iglesias de Roma que había conservado su primitivo carácter durante 1435 años.
Quedaron en pie pocas estructuras. Debieron reconstruirse gran parte de los muros. En aquella época el debate sobre las varias teorías de restauración estaba muy avanzado, a pesar de lo cual los arquitectos encargados de las labores prefirieron reconstruir una basílica completamente nueva, de tal manera que los visitantes difícilmente pueden reconocer en la construcción actual el diseño de una basílica de finales del siglo IV.
El papa León XII se ocupó de la reconstrucción del edificio. Se eligió guardar el plan paleocristiano y construir un nuevo edificio. La Santa Sede eligió el proyecto de Giuseppe Valadier, pero la comisión para la reconstrucción confió los trabajos a Pasquale Belli. A su muerte, siguió los trabajos Luigi Poletti.
Donaciones de todo el planeta contribuyeron a la restauración. El virrey de Egipto envió pilares de alabastro, el emperador de Rusia la malaquita y lapislázuli del tabernáculo. La obra en la fachada principal, que mira al Tíber, fue acabada por el gobierno italiano, que declaró la iglesia un monumento nacional.
El resultado final, aunque guardando la tipología de basílica paleocristiana, dista mucho del edificio de Teodosio.
Se taparon las ventanas de la nave central para añadir escenas de la vida de san Pablo en dos series de mosaicos. Se suprimieron todas las irregularidades (columnas torcidas, decorados bajo los arcos...). Se sustituyó el pavimento de mármol liso por otro geométrico.
El mosaico de la fachada, del siglo XI, fue sustituido por uno nuevo, alejado de los cánones estéticos paleocristianos. Restos del primer mosaico son visibles detrás del arco de triunfo.
La construcción mide de largo 131,66 metros, 65 de ancho y 29,70 de alto. Es, en tamaño, la segunda de las cuatro basílicas patriarcales de Roma.
En su interior, alrededor de la nave central y el transepto hay tondos que contienen las efigies de todos los pontífices, desde San Pedro al papa Francisco, la última en ser colocada, en enero de 2014.
Anexa a la basílica está la abadía.
Desde la década de 1950, se puede acceder a través del sistema de metro de Roma, por la estación homónima.

## Excavación de la tumba de san Pablo
Se supone que la basílica se fundó precisamente sobre la tumba de Pablo de Tarso. La crónica del monasterio benedictino unido a la basílica menciona, al hablar de la reconstrucción posterior al incendio, que se encontró un gran sarcófago de mármol encima del cual había dos losas o tablas de madera con las palabras "Paulo Apostolo Mart(yri)" (A Pablo, el Apóstol y Mártir). Sin embargo, a diferencia de otros sarcófagos que se encontraron entonces, no fue mencionado en los papeles de la excavación.
El 6 de diciembre de 2006, se anunció que arqueólogos del Vaticano habían descubierto, detrás del altar, un sarcófago que puede que contenga los restos del apóstol. Hubo una conferencia de prensa el 11 de diciembre de 2006 que dio más detalles del trabajo de la excavación, que duró desde 2002 hasta el 22 de septiembre de 2006, y que comenzó después de que los peregrinos a la basílica durante el año jubilar de 2000 expresaran su decepción por no poder visitar o tocar la tumba del apóstol. En el año 2009, en las vísperas de la clausura del Año Paulino, el papa Benedicto XVI anunció los resultados de las investigaciones realizadas sobre el sarcófago:
«Nos encontramos reunidos junto a la tumba del Apóstol, cuyo sarcófago, conservado bajo el altar papal, recientemente ha sido objeto de un esmerado análisis científico: en el sarcófago, que nunca había sido abierto en muchos siglos, se realizó una pequeñísima perforación para introducir una sonda especial, mediante la cual se descubrieron rastros de un valioso tejido de lino teñido de púrpura, laminado con oro coronario, y de un tejido de color azul con fibras de lino.
También se constató la presencia de granos de incienso rojo y de sustancias proteínicas y calcáreas. Además, se comprobó que algunos fragmentos óseos muy pequeños, sometidos al examen del carbono 14 por expertos que desconocían su procedencia, pertenecían a una persona que vivió entre los siglos I y II. Eso parece confirmar la tradición unánime y concorde, según la cual se trata de los restos mortales del apóstol san Pablo».
El sarcófago aún no se ha sacado de su posición, de manera que sólo puede verse uno de sus laterales.
Una curvada línea de ladrillos indicando el perfil del ábside de la basílica de Constantino fue descubierta inmediatamente al oeste del sarcófago, mostrando que la basílica original tenía su entrada al Este.
Durante las diversas excavaciones de la primera mitad del siglo XIX hasta hoy han emergido más de 1700 lastras con inscripciones, que servían de lápidas a las otras 5000 sepulturas que se calcula que están aún bajo el pavimento de la basílica. Las basílicas martiriales, no solo en Roma, fueron utilizadas desde el siglo IV en adelante como enormes cementerios cubiertos, con una densa estratificación y numerosos casos de «hurtos de tumba».

## Curiosidades
Las naves y el crucero de la basílica tienen grandes medallones que contienen retratos, hechos en mosaico sobre piedra, de todos los papas que ha tenido la Iglesia católica. Existen un gran número de ellos, por lo que hay medallones vacíos preparados para eventuales futuros papas. Cabe decir además, que los pontífices reconocidos como santos tienen una aureola en su cabeza en su respectivo mosaico.
Mediante una doble escalera se puede acceder, debajo del altar, a la Confesión  que alberga el sepulcro del apóstol Pablo. Aquí también se conserva un trozo de las cadenas que lo ataron en su martirio. Es el lugar más sagrado de toda la Basílica.
Cerca de la tumba de san Pablo se conservan también los restos mortales de Timoteo, uno de los discípulos predilectos del apóstol.

## Galería de imágenes

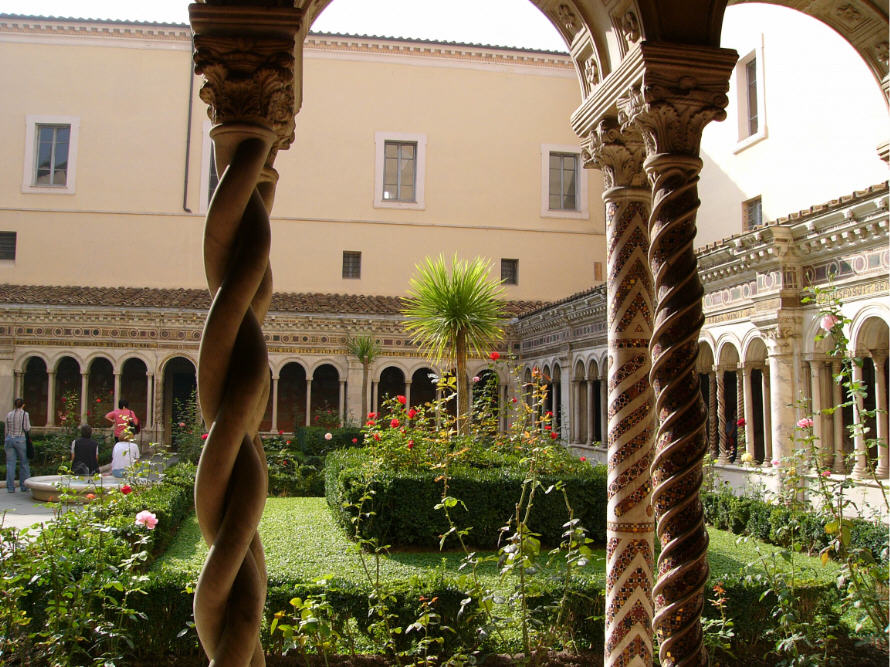
Claustro
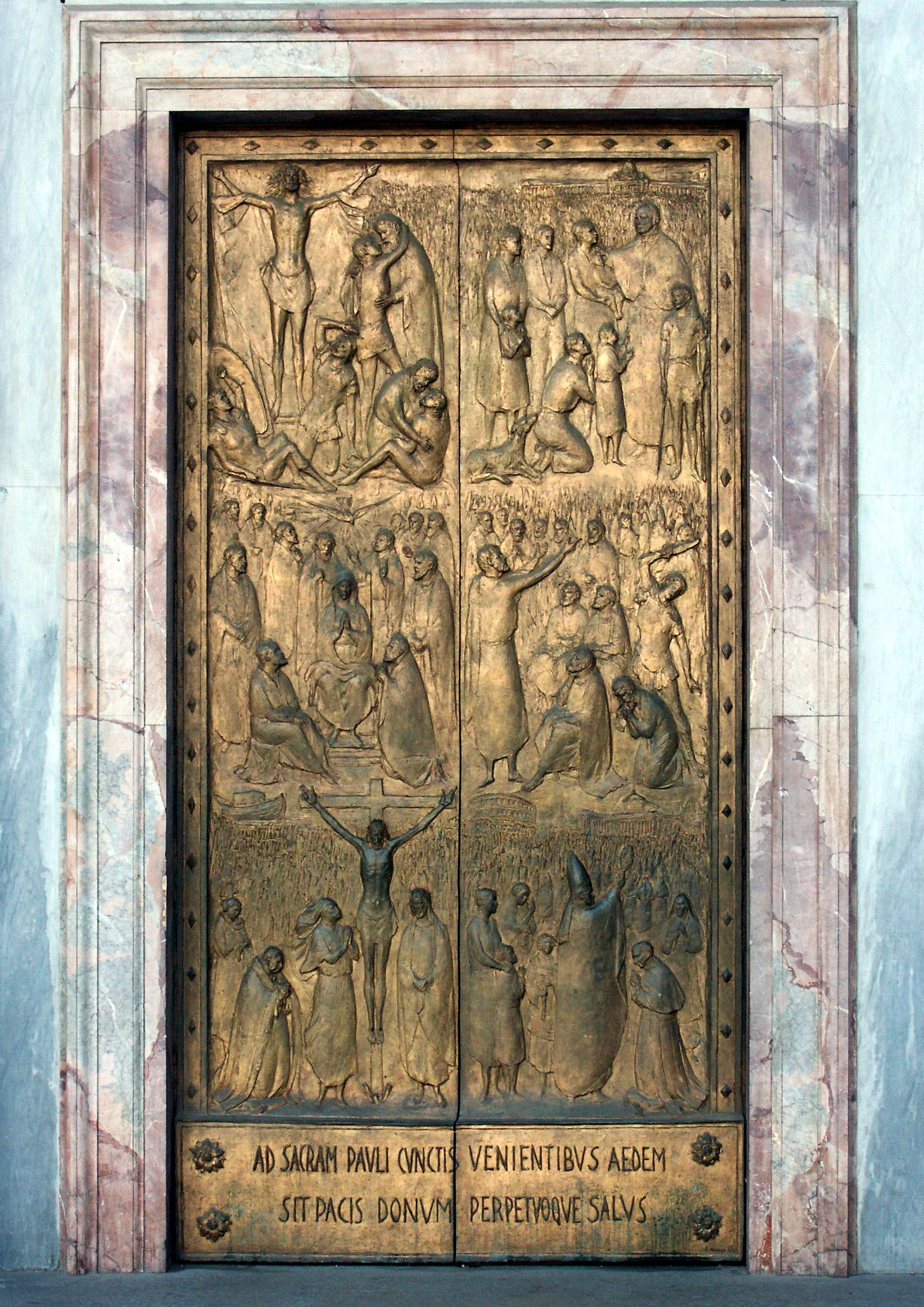
Porta sacra
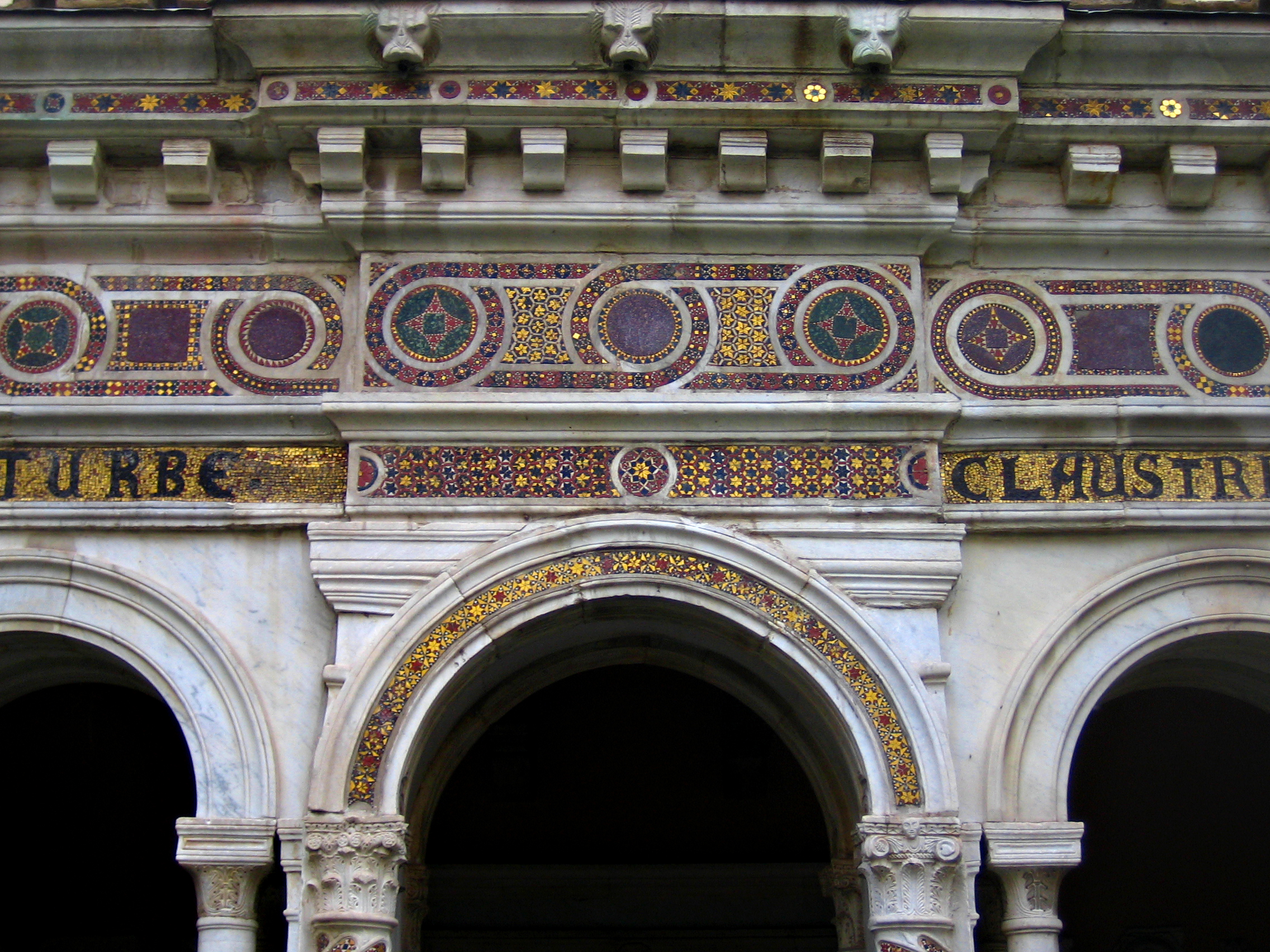
Mosaicos